# Geruchsstunde
Eine Geruchsstunde ist eine Maßeinheit zur Beurteilung von Geruchsimmissionen. Eine Geruchsstunde liegt vor, falls innerhalb einer Stunde in einem bestimmten Teilzeitraum (allgemein einem Zehntel der Stunde, d. h. 6 Minuten) erkennbare Gerüche festgestellt werden; in diesem Fall wird die gesamte Stunde als Stunde mit Geruchsbelastung gezählt.
Die relative Anzahl von Geruchsstunden (Anzahl der Geruchsstunden zur Gesamtstundenzahl) ist die Messgröße der Immission und wird zur Bewertung der zulässigen Geruchsimmission für verschiedene Bereiche (z. B. Wohngebiete) herangezogen.

## Hintergrund
Für die Bemessung von Geruchsbelästigungen gibt es keine geeigneten chemisch-physikalischen Messmethoden. Psychophysische Verfahren, d. h. direkte Geruchsschwellenbestimmungen durch Menschen, sind nicht zu ersetzen. U. a. gab die mittlerweile zurückgezogene VDI-Richtlinie 3881 Blatt 1 „Olfaktometrie – Geruchsschwellenbestimmung – Grundlagen“ einen Überblick über geeignete Verfahren bei Genehmigungsverfahren. Diese sind inzwischen zu finden in der Norm DIN EN 13725 „Luftbeschaffenheit – Bestimmung der Geruchsstoffkonzentration mit dynamischer Olfaktometrie“.
Da viele einzelne kurzzeitige Geruchseinwirkungen den individuellen Eindruck vermitteln können, dass es durchgehend riecht, war eine Standardisierung des Verfahrens zur Feststellung der Dauer und des Anhaltens von Geruchsimmissionen notwendig. Dafür wurde der Begriff Geruchsstunde festgelegt.
Wichtig zur Ermittlung eines Geruchs ist dabei nicht wie in der Olfaktometrie die Wahrnehmungsschwelle, dass es riecht, sondern die Erkennungsschwelle, wonach es riecht.
Typische Geruchsemittenten sind:
- die Landwirtschaft
- die Entsorgungswirtschaft
- Raffinerien
- Produktionsanlagen
  - der Chemie-Industrie
  - der Papierindustrie
  - der Nahrungs-Industrie
  - der Genussmittelindustrie.

## Ermittlung
Eine Geruchsstunde wird im Rahmen von Genehmigungsverfahren oder bei Anwohnerbeschwerden  ermittelt mittels Begehungen durch geschulte als Prüfer bezeichnete Probanden – im Jargon auch Schnüfflerteams genannt (vgl. die historischen Kaffeeriecher). Die Prüfer müssen bestimmten physiologischen und psychologischen Anforderungen genügen. Im Rahmen einer Begehung stellt sich ein Prüfer an vorher zu bestimmende Orte – Messpunkt in einem vorher abgesteckten Raster – und verwendet dort für eine Einzelmessung jeweils eine der beiden folgenden Methoden:
1. Der Prüfer nimmt für einen Zeitraum von zehn Minuten im Abstand von jeweils zehn Sekunden eine Riechprobe, insgesamt also 60 Stück. Das jeweilige Ergebnis wird in Form einer Ja/Nein-Aussage mit Angabe der Geruchsart festgehalten.[9] Der Geruchszeitanteil ist hier das Verhältnis der positiv beurteilten Riechproben zu deren Gesamtanzahl.[10] Geruchswahrnehmungen außerhalb des zehn-Sekunden-Takts sollen nicht berücksichtigt werden.
2. Der Prüfer beurteilt jeden Atemzug und beginnt bzw. beendet die Zeiterfassung mit Ein- bzw. Aussetzen der Geruchswahrnehmung. Der Geruchszeitanteil ist in diesem Fall das Verhältnis der aufsummierten Dauern der Geruchswahrnehmung zum gesamten Messzeitintervall.[10] Diese Methode suggeriert, dass das Messzeitintervall kontinuierlich beurteilt wird; tatsächlich findet aber nur eine Beurteilung sämtlicher Atemzüge im Messzeitraum statt.[6] Für dieses Messverfahren werden spezielle Datenaufnahmegeräte benötigt, die gewonnenen Daten sind dann unmittelbar EDV-lesbar.[6]

Überschreitet bei der Einzelmessung der ermittelte Geruchszeitanteil einen festgelegten Wert, so wird diese Einzelmessung als Geruchsstunde gewertet. Die Geruchsimmissions-Richtlinie Nordrhein-Westfalen setzt dafür einen Wert von zehn Prozent an.
Eine Geruchsstunde ist nicht nur ein Messergebnis, sondern auch eine Bewertung.
Kritisiert wird an der Definition, dass keine Angaben zur Messunsicherheit möglich sind, und dass bei Vorliegen uneindeutiger Geruchswahrnehmung einige wenige Atemzüge ausreichen, um das Ergebnis als gerade zählend oder gerade nicht zählend zu werten.